# Hans Heinrich von Bistram

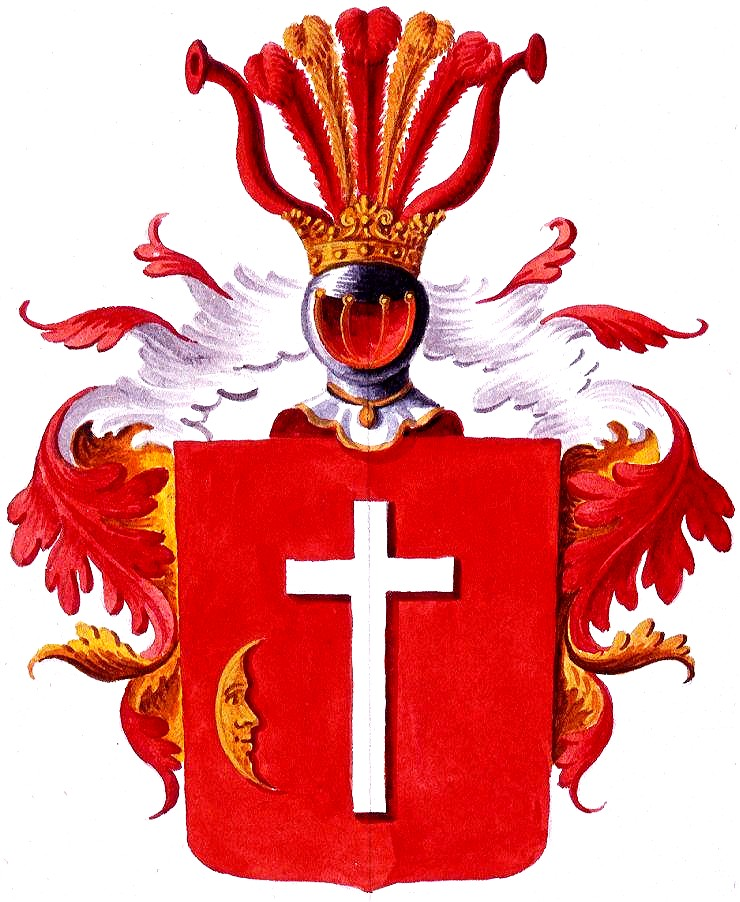
Familienwappen des estländischen Zweiges der Adelsfamilie von Bistram

Hans Heinrich von Bistram (* 1754; † nach 1799) war ein deutsch-baltischer Freiherr, Herr auf Rayküll und Generalmajor der Kaiserlich-russischen Armee. 

## Leben
Hans Heinrich von Bistram war der Sohn des Gutsherrn auf Rayküll Otto Wilhelm von Bistram (1727–1772) und der Luise Elisabeth von Budberg (1736–1807). Er trat 1770 in die Kaiserlich-russische Armee ein, 1791 wurde er zum Premier-Major befördert, leistete 1796 Dienst im 2. See-Regiment und wurde 1799 Garnisonschef. Mit der Beförderung zum Generalmajor wurde er zum Stadtkommandant von Mogilev ernannt.
Er heiratete Charlotte Helene von Tiesenhausen (* 1749), ihre Nachkommen waren: Karl Heinrich Georg (1770–1838), Otto Wilhelm von Bistram (1774–1825), Reinhold Gustav Fürchtegott (1778–1821) und Charlotte († 1793).